# Phyllanthus calcicola
Phyllanthus calcicola är en emblikaväxtart som beskrevs av Maurice Schmid. Phyllanthus calcicola ingår i släktet Phyllanthus och familjen emblikaväxter. Inga underarter finns listade i Catalogue of Life.